# District d'uMgungundlovu
Ne doit pas être confondu avec uMgungundlovu.
Le district d'uMgungundlovu est l'un des onze districts municipaux de la province du KwaZulu-Natal en Afrique du Sud. Sa capitale se trouve à Pietermaritzburg (en zoulou : uMgungundlovu), laquelle est aussi la capitale de la province.
Les villes principales sont Ashburton, Camperdown, Cool Air, Dalton, Hilton, Howick, Impendle, Mooi River, New Hanover, Pietermaritzburg, Richmond, Wartburg.
Il couvre une surface de 9 602 km2 ;  sa population est estimée à 1 095 865 habitants en 2016.
Il comprend sept municipalités locales :
- Impendle Local Municipality
- Mkhambathini Local Municipality
- Mpofana Local Municipality
- Msunduzi Local Municipality
- Richmond Local Municipality
- uMngeni Local Municipality
- uMshwathi Local Municipality